# Segunda División de Andorra 2014-15
La Segunda División de Andorra 2014-15 fue la decimosexta temporada de fútbol de segundo nivel en Andorra. El campeonato tuvo inicio el 20 de septiembre de 2014 y finalizó el 26 de abril de 2015.

## Sistema de competición
Los siete equipos y las siete filiales de Segunda División se enfrentaron todos contra todos en una sola rueda. Una vez finalizada la fase regular, los cuatro mejores equipos, con excepción de los filiales, participaron de la Ronda por el campeonato.
En esta segunda y última etapa, cada equipo enfrentó a sus respectivos rivales de ronda en dos ruedas, comenzando sus participaciones con la misma cantidad de puntos con la que finalizaron la fase regular. Aquel equipo que al cierre de esta ronda sumó mayor puntuación se consagró campeón y ascendió a la Primera División de Andorra, el subcampeón jugó una promoción a doble partido contra el penúltimo de Primera para mantener su lugar en la liga o ascender.

## Fase regular
| Pos. | Equipo                    | Pts. | PJ | G | E | P | GF | GC | Dif. | Clasificación               |
| ---- | ------------------------- | ---- | -- | - | - | - | -- | -- | ---- | --------------------------- |
| 1    | Penya Encarnada d'Andorra | 26   | 10 | 8 | 2 | 0 | 52 | 16 | +36  | Clasificado a los Play-offs |
| 2    | FC Rànger's               | 25   | 10 | 8 | 1 | 1 | 28 | 11 | +17  | Clasificado a los Play-offs |
| 3    | Atlètic Club d'Escaldes   | 18   | 10 | 5 | 3 | 2 | 33 | 16 | +17  | Clasificado a los Play-offs |
| 4    | FC Lusitanos B            | 17   | 10 | 5 | 2 | 3 | 30 | 28 | +2   |                             |
| 5    | UE Santa Coloma B         | 15   | 10 | 4 | 3 | 3 | 38 | 23 | +15  |                             |
| 6    | FS La Massana             | 15   | 10 | 4 | 3 | 3 | 33 | 20 | +13  | Clasificado a los Play-offs |
| 7    | FC Ordino B               | 13   | 10 | 4 | 1 | 5 | 25 | 26 | −1   |                             |
| 8    | UE Extremenya             | 12   | 10 | 3 | 3 | 4 | 15 | 18 | −3   |                             |
| 9    | FC Encamp B               | 9    | 10 | 2 | 3 | 5 | 17 | 25 | −8   |                             |
| 10   | UE Engordany B            | 3    | 10 | 1 | 0 | 9 | 11 | 59 | −48  |                             |
| 11   | CE Jenlai                 | 1    | 10 | 0 | 1 | 9 | 4  | 44 | −40  |                             |
| 12   | CE Principat              | 0    | 0  | 0 | 0 | 0 | 0  | 0  | 0    |                             |
| 13   | FC Santa Coloma B         | 0    | 0  | 0 | 0 | 0 | 0  | 0  | 0    |                             |
| 14   | UE San Julià B            | 0    | 0  | 0 | 0 | 0 | 0  | 0  | 0    |                             |

 Fuente: Segona Divisió

## Play-offs
Al final de la temporada regular, cuatro equipos avanzaron a la ronda de play-offs. El récord de la temporada regular de cada equipo fue transferido al desempate. Los equipos se enfrentaron en dos rondas.
| Pos. | Equipo                        | Pts. | PJ | G  | E | P | GF | GC | Dif. | Promotion or Qualification          |
| ---- | ----------------------------- | ---- | -- | -- | - | - | -- | -- | ---- | ----------------------------------- |
| 1    | Penya Encarnada d'Andorra (C) | 41   | 16 | 13 | 2 | 1 | 70 | 23 | +47  | Ascenso a Primera División          |
| 2    | Atlètic Club d'Escaldes       | 33   | 16 | 10 | 3 | 3 | 59 | 22 | +37  | Calificado al Play-off de promoción |
| 3    | FC Rànger's                   | 26   | 16 | 8  | 2 | 6 | 33 | 29 | +4   |                                     |
| 4    | FS La Massana                 | 19   | 16 | 5  | 4 | 7 | 41 | 44 | −3   |                                     |

 Fuente: Segona Divisió

## Goleadores
Actualizado el  26 de abril de 2015
| Pos. | Jugador                  | Equipo                    | Goles |
| ---- | ------------------------ | ------------------------- | ----- |
| 1    | João Lima                | Penya Encarnada d'Andorra | 24    |
| 2    | Alexandre Martínez Palau | UE Santa Coloma B         | 17    |
| 3    | Leandro Fernandes        | Atlètic Club d'Escaldes   | 15    |
| 4    | Iván Fernández           | FS La Massana             | 14    |
| 5-6  | Manuel López             | UE Santa Coloma B         | 12    |
| 5-6  | Victor Celiz             | Atlètic Club d'Escaldes   | 12    |

## Play-off de promoción
El tercer equipo ubicado en la clasificación final de la Ronda por la permanencia de primera división, Engordany, disputó una serie a doble partido ante Atlètic d'Escaldes, subcampeón de la Segunda División. El ganador de la eliminatoria participó de la siguiente temporada de la Primera Divisió.
| Engordany                                                                | 2 - 1 | Atlètic d'Escaldes | Campo de Deportes de Aixovall | 20 de mayo | 21:30 |
| Atlètic d'Escaldes                                                       | 1 - 2 | Engordany          | Campo de Deportes de Aixovall | 24 de mayo | 12:00 |
| Engordany mantuvo la categoría tras ganar la serie por un global de 4-2. |       |                    |                               |            |       |